# L'integrazione
(Marcello al fratello Luciano, Capitolo II)
L'integrazione è un romanzo del 1960 scritto da Luciano Bianciardi.
Si tratta del secondo romanzo scritto dall'autore maremmano e può essere visto anche come il secondo di una «trilogia della rabbia» iniziata con Il lavoro culturale e culminata con La vita agra, il suo capolavoro.

## Trama
Il romanzo narra la storia di due fratelli intellettuali, Marcello e Luciano, che si trasferiscono dalla città toscana di Grosseto nella metropoli milanese, con il compito di compiere una "mediazione" tra l'Italia di mezzo e l'Italia del Nord. Il romanzo è una critica dell'industria culturale ed editoriale milanese, ma italiana in generale, del periodo del boom economico.

## Edizioni
- Luciano Bianciardi, L'integrazione, un ritratto scettico e pungente di "giovane letterato disintegrato", I Numeri. Opere nuove di varia letteratura, Bompiani, 1960.
- Luciano Bianciardi, L'integrazione, uno schizzo sarcastico dell'industria culturale all'alba del boom, Tascabili Bompiani, Bompiani, 1976,  p. 123.
- Luciano Bianciardi, L'integrazione, I Grandi Tascabili. Romanzi & Racconti, Bompiani, 1993.
- Luciano Bianciardi, L'integrazione, Universale Economica, Feltrinelli, 2014,  p. 112.